# L16 81mm 迫撃砲
L16 81mm 迫撃砲（L16 81mm Mortar）は、イギリスで開発された迫撃砲であり、イギリス陸軍ほか各国で採用されている。アメリカ陸軍ではM252、陸上自衛隊では81mm迫撃砲 L16の名称が与えられた。L16の"L"とは口径長のことで、16口径の砲であることを表す。

## 概要
第二次世界大戦でイギリス軍が使用したML 3インチ迫撃砲の後継として、1965年に正式採用された。砲身など3部分に分解することで人力でも運搬が可能なことから、歩兵に追随して山中などでも運用が容易になっている。砲身は滑腔砲身を採用しているほか、放熱のため、その下部外面にはフィンが設けられている。81mmクラスの迫撃砲としてはずば抜けて軽量であり、これが多数の国に採用された最大の理由となっている。
イギリス陸軍は1960年代より運用を開始し、FV432装甲兵員輸送車などに搭載したが、特にフォークランド紛争では、歩兵が分解して携帯することも多かった。陸上自衛隊の装備品解説でも、「車両が入れない地域にも手搬送により陣地進入し迅速な射撃が可能」とされている。

## 諸元・性能
諸元
- 種別: 迫撃砲
- 口径: 81mm
- 砲身長: 1,280mm
- 重量: 36.6kg

- 砲身：12.7kg
- 支持架：12.3kg
- 底板：11.6kg

- 砲員数: 3名

性能
- 旋回角: 全周
- 初速: 225m/s
- 有効射程: 100-5,650m
- 最大射程: 5,650m
- 発射速度: 20発/分（最大）、12発/分（持続）

砲弾・装薬
- 弾薬: 81mm迫撃砲弾・装薬（NATO標準規格）

砲弾重量:4.2kg

## 運用国
採用国は40ヶ国におよぶとされている。
- オーストラリア
- オーストリア
- バーレーン
- ブラジル
- ベリーズ
- カナダ
- ガイアナ
- インド
- ジャマイカ - 2024年時点で、ジャマイカ国防軍が12門のL16A1を保有[2]。
- 日本
- ケニア
- ラトビア - 2023年時点で、ラトビア陸軍が170門を保有[3]。
- マラウイ - 2024年時点で、マラウイ陸軍が82門のL16A1を保有[4]。
- マレーシア
- マルタ
- オランダ - 2024年時点で、オランダ陸軍がL16を含む81mm迫撃砲を83門、オランダ海兵隊がL16を含む81mm迫撃砲を12門保有[5]。
- ニュージーランド
- ナイジェリア
- ノルウェー
- オマーン - 2023年時点で、オマーン陸軍が69門のL16を保有[6][7]。
- ポルトガル
- カタール - 2023年時点で、カタール陸軍が26門のL16を保有[8]。
- アラブ首長国連邦
- イギリス
- アメリカ合衆国
- イエメン
- ジンバブエ

### 日本（陸上自衛隊）
陸上自衛隊でも64式81mm迫撃砲の後継として、豊和工業でのライセンス生産品を1990年代初頭より採用しており、64式81mm迫撃砲と同様に普通科中隊の主たる火力として運用されている。2018年（平成30年）まで調達が続けられており、2018年（平成30年）度は1門が調達されている。価格は約1,000万円。

## 登場作品

### アニメ・漫画
『ゲート 自衛隊 彼の地にて、斯く戦えり』
異世界へ派遣された自衛隊の装備として登場。
アニメ版では、帝国の議員たちに向けて行われた装備展示会で使用され、自衛隊の兵器の威力を見せつける。
漫画版では、翡翠宮を攻める帝国軍に第1空挺団が使用する。
『続・戦国自衛隊』
漫画・小説版に、戦国時代へタイムスリップした自衛隊の装備として登場。特に小説版では、発煙弾を使用して敵の視界を遮ったり、89式装甲戦闘車の兵員室に積みこんで移動し、下車展開後に設置して砲撃を行ったりと、重火器の主力として活躍する。

### 小説
『日本北朝鮮戦争 自衛隊武装蜂起』
陸上自衛隊夜間警備部隊に89式5.56mm小銃・5.56mm機関銃MINIMIとともに配布される。
『日本北朝鮮戦争 竹島沖大空海戦』
陸上自衛隊敦賀原発防衛部隊が使用する装備の1つとして登場。北朝鮮工作員との夜間戦闘の際には2門配置されており、それぞれ1発ずつ照明弾を打ち上げる。その後、夜が明けた際にも再度北朝鮮工作員による攻撃を受け、1門に減ってはいたが榴弾を発射し、突撃してくる北朝鮮工作員を何人か吹き飛ばす。

### ゲーム
『Wargame Red Dragon』
NATO陣営で使用可能な哨戒艇「フリーマントル」の武装としてL16A2が登場する。